# Test IT
Test IT (рус. «Тест АйТи») — российская ИТ-компания, основанная в 2019 году, с 2022 входит в холдинг Yoonion. Занимается разработкой и внедрением системы управления тестированием (TMS). Основной продукт Test IT TMS состоит в Едином российском реестре программного обеспечения при Минкомсвязи РФ (регистрационный номер ПО № 6125), не имеет полноценного отечественного аналога и соответствует российскому законодательству в области импортозамещения. Согласно отчёту Russia Quality Report 2022/23, Test IT TMS использует 48 % опрошенных компаний.

## История
Компания Test IT основана в 2019 году тремя специалистами в области QA — Хафизовым Евгением, Михаилом Рябовым и Денисом Аксёновым. Хафизов более 10 лет занимался тестированием программных продуктов в «Тинькофф» и «Лаборатории Касперского». К созданию собственного продукта подтолкнуло желание выстроить автоматизированный процесс управления тестированием с удобным интерфейсом и широкой функциональностью. В 2018 году он собрал команду из друзей-разработчиков, в свободное время они создали MVP-модель, для доработки команда нашла бизнес-ангела. После нескольких коммерческих релизов удалось привлечь средства частных инвесторов.
В начале 2020 года продукт Test IT TMS был внесён в Единый российский реестр программного обеспечения при Минкомсвязи РФ (регистрационный номер ПО № 6125). С лета 2022 года компания является резидентом Кластера информационных технологий фонда «Сколково».
Резкое развитие компании сначала вызвал рост потребности отечественного бизнеса в качественных продуктах во время пандемии, когда конкурентоспособность онлайн-сервисов достигалась в том числе за счёт усиления отделов тестирования. По словам основателя компании, прибыль Test IT за 2020 год выросла на 1000 % — за этот показатель компания получила специальную награду ассоциации «Руссофт». В 2021-м Test IT участвовала в акселераторах КРОКа и Sber500, в программе GoGlobal «Акселератора ФРИИ».
В 2022 году Евгений Хафизов стал во главе холдинга Yoonion, объединяющего продукты и команды Test IT и TeamStorm (платформа управления бизнес-процессами).
В декабре 2023 года петербургский Политехнический университет подписал партнёрство с Test IT и включил TMS в образовательную программу своей Высшей инженерной школы, кроме вуза Test IT сотрудничает с образовательными онлайн-платформами.

## Продукты и его особенности
Ключевой продукт компании — система управления тестирования программных продуктов Test IT TMS. Она имеет Enterprise-версию (on-premises), которая разворачивается локально на серверах и компьютерах компании, и Cloud-версию (SaaS), которая подходит для небольших организаций. Система позволяет совмещать ручное и автоматизированное тестирование. TMS позволяет хранить и формировать сценарии тестирования ПО, обновлять тестовую модель. Помимо оптимизации, система даёт быстрый доступ к анализу данных, позволяет вести тестовую документацию, создавать управленческие отчёты по метрикам качества, планировать работу команд. По оценке компании, их продукт экономит время тестирования на 30-40 % и сокращает финансовые издержки на 10-15 %.
В сентябре 2022 года компания Test IT представила продукт Test IT Pro для B2G- и B2B-компаний, созданный совместно с IBS. Это цифровая экосистема управления качеством на всех этапах создания продукта. В её основе система Test IT Enterprise. Дополнительные модули были разработаны компанией IBS — это Load IT для управления нагрузочным тестированием и интерфейс для разработки автотестов Qual IT. В апреле 2023-го учебный центр IBS начал выдавать сертификаты на знание данной системы.
TMS имеет сборку для системы Astra Linux, используемой в России как альтернатива Microsoft Windows.
Технологии, используемые в продуктах Test IT:
- Docker на бекэнде, AngularJS на фронтэнде
- База данных PostgreSQL
- Elasticsearch для поиска
- InfluxDB для агрегации статистики
- Интеграция с Jira, Azure DevOps, CI/CD-системами для управления автотестами (Gitlab, Jenkins, Bitbucket, Teamcity)
- Только в Enterprise-версии есть интеграция с Active Directory и LDAP-протоколами, OpenID для настройки авторизаций, логирование действий и управление контейнерами
- Геймификация тестирования[18]

## Клиенты и партнёры
Согласно исследованию рынка труда тестирования ПО и информационных систем Russia Quality Report 2022/23, который компания «Перфоманс Лаб» проводит ежегодно, Test IT оказался самым востребованным инструментом — TMS используют 48 % опрошенных компаний.
Первым крупным клиентом, который начал переходить на TMS-систему компании «Тест АйТи» ещё в ноябре 2020 года, стали ДОМ.РФ и «Банк ДОМ.РФ». В феврале 2021-го ВТБ приобрёл 5-летнюю лицензию Test IT TMS и перевёл весь ИТ-блок банка на единую тестовую систему. В апреле 2021 года американская компания Parallels приобрела 50 годовых лицензий на TMS-систему. На 2022 год у компании Test IT было более 200 клиентов (по данным самой компании, на 2024 — более 600) в России и странах СНГ, 10 % заказчиков — зарубежные компании. Среди российских клиентов Россельхозбанк, МТС Банк, Совкомбанк, ПСБ, банки «Открытие» и «Точка», Почта Банк и Почта России, Ашан, «Утконос Онлайн».
Дистрибьюторы компании Test IT:
- Softline
- Syssoft (с ноября 2020 года)[12]
- Технопарк имени А. С. Попова в ОЭЗ «Иннополис» — TMS-система с ноября 2020 года входит в пакет поддержки, который технопарк предоставляет своим резидентам[27]
- iFellow — партнёр по настройке и сопровождению Test IT TMS с июня 2022-го[11],
- IBS — стратегический партнёр по развитию продукта Test IT Pro с июля 2022 года[28][14].

## Руководство
- Евгений Хафизов — основатель[5][6]
- Артём Кострюков — генеральный директор[6]
- Азамат Хугаев — коммерческий директор